# ميخائيل رودنبيرغ
ميخائيل رودنبيرغ (بالألمانية: Michael Rodenberg)‏ هو موسيقي وملحن ألماني، ولد في 9 أبريل 1970.

## وصلات خارجية
- ميخائيل رودنبيرغ على موقع ميوزك برينز (الإنجليزية)
- ميخائيل رودنبيرغ على موقع أول ميوزيك (الإنجليزية)
- ميخائيل رودنبيرغ على موقع أول ميوزيك (الإنجليزية)
- ميخائيل رودنبيرغ على موقع ديسكوغز (الإنجليزية)
- ميخائيل رودنبيرغ على موقع ديسكوغز (الإنجليزية)